# Cieza (Murcia)
Cieza egy község Spanyolországban, Murciában. Cieza Abarán, Ricote, Mula, Calasparra, Hellín és Jumilla községekkel határos. Lakosainak száma 35 361 fő (2024).

## Népesség
A település népessége az elmúlt években az alábbi módon változott:
| Lakosok száma | 32 935 | 33 825 | 34 898 | 35 200 | 35 351 | 35 064 | 34 987 | 34 988 | 35 298 | 35 361 |
|               | 2001   | 2004   | 2007   | 2009   | 2012   | 2014   | 2017   | 2019   | 2022   | 2024   |